# Stanisław Jankowski (architekt)

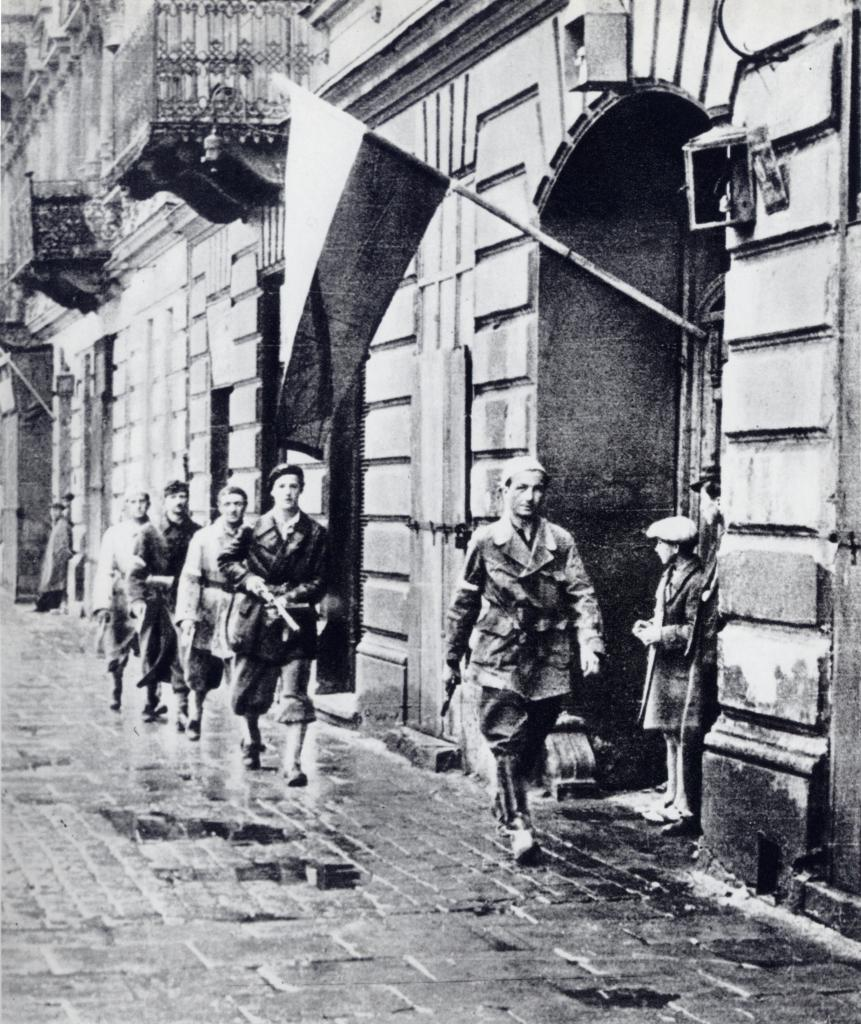
Patrol plutonu „Agaton” w drodze z Woli do Śródmieścia w pierwszych dniach sierpnia 1944. Na czele plutonu Stanisław Jankowski

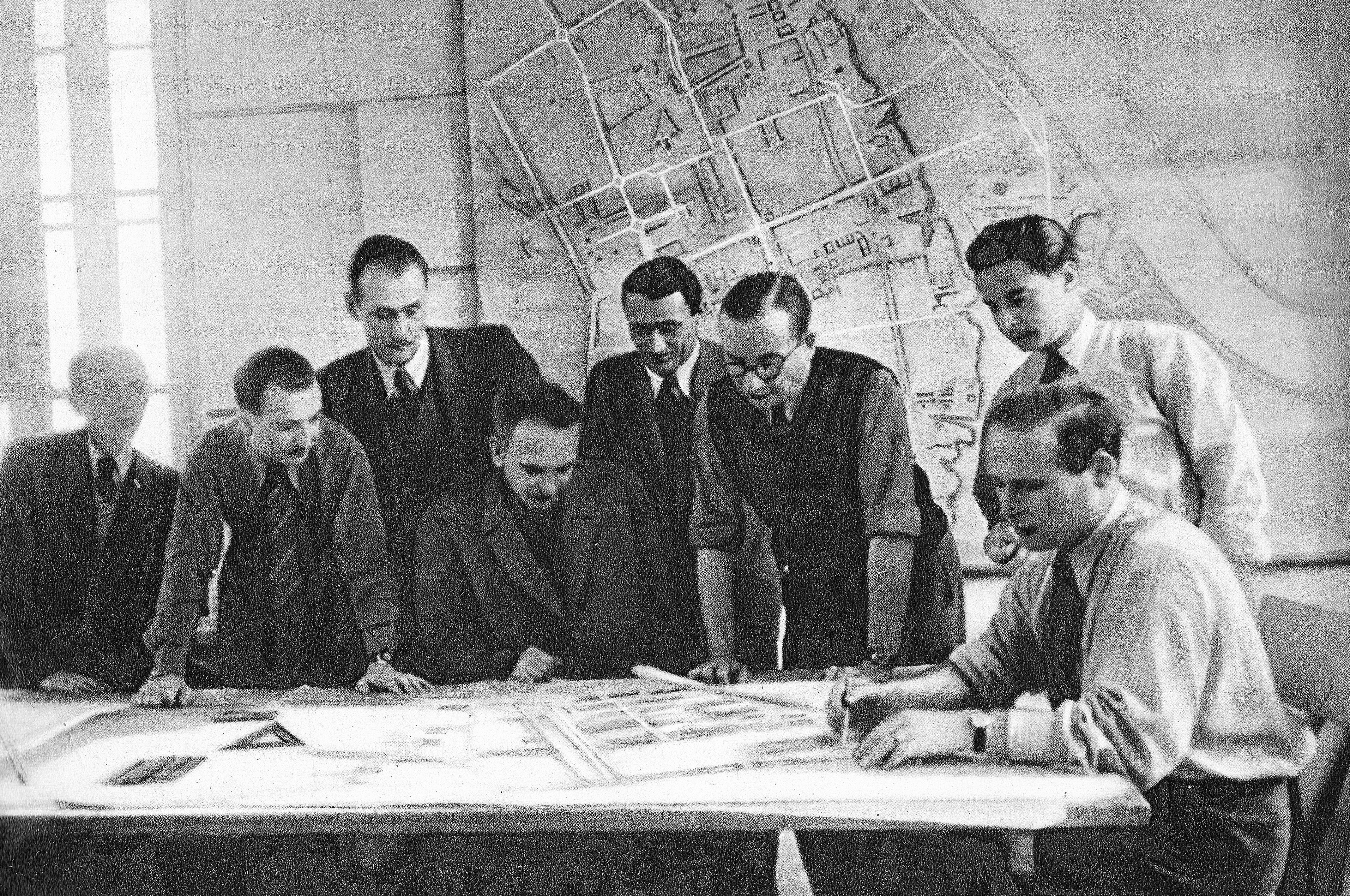
Stanisław Jankowski (drugi z lewej) w urbanistycznej pracowni „Śródmieście” Biura Odbudowy Stolicy

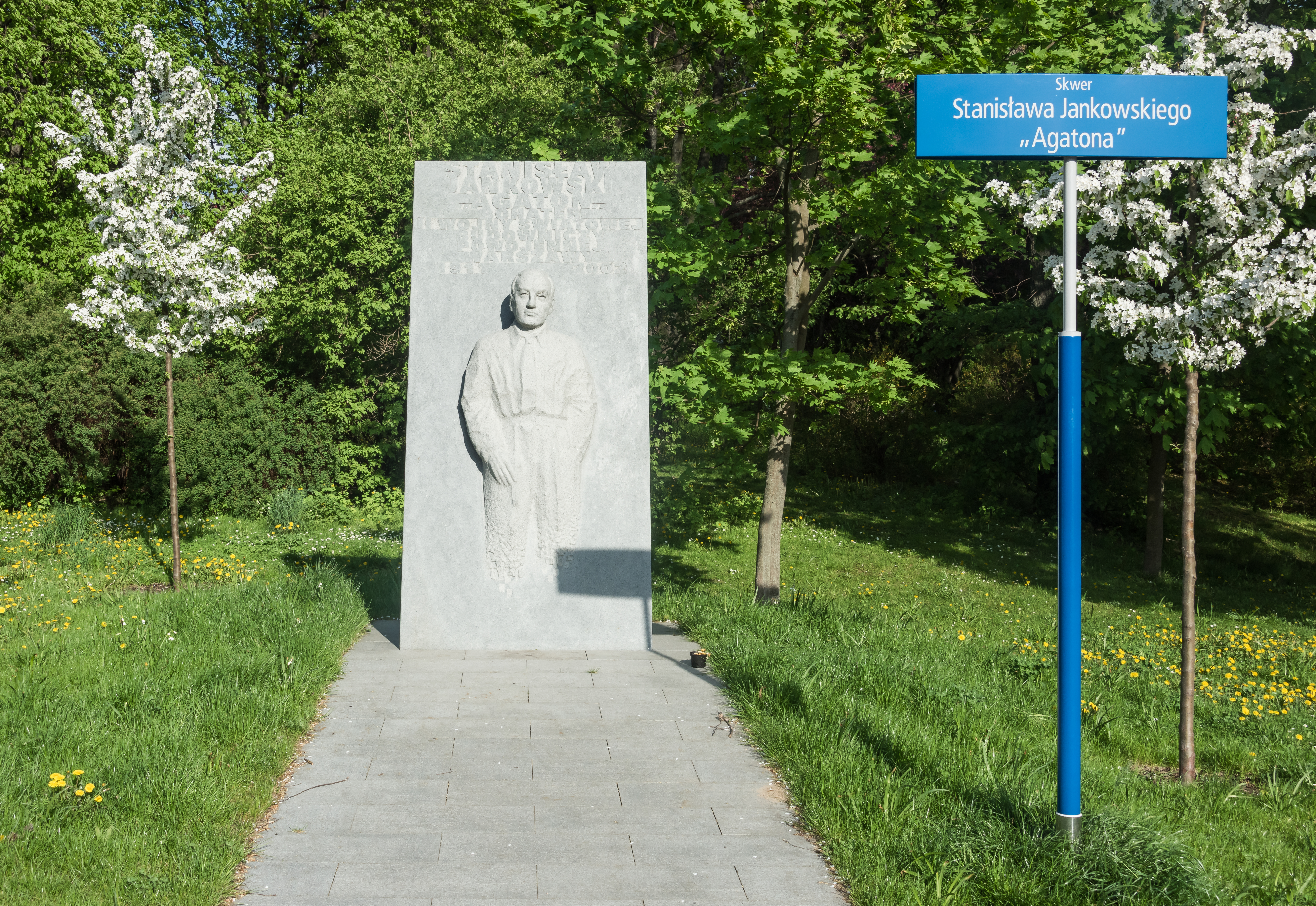
Pomnik Stanisława Jankowskiego na skwerze jego imienia w Warszawie

Stanisław Michał Jankowski, ps. „Burek”, „Agaton”, „Kucharski”, vel Stanisław Wszucki, vel Stanisław Kowalski, vel Stanisław Wiśniewski, vel Stanisław Zawadzki, vel Stanisław Brzózka (ur. 29 września 1911 w Warszawie, zm. 5 marca 2002 tamże) – polski architekt i urbanista, kapitan artylerii Wojska Polskiego, cichociemny, oficer Polskich Sił Zbrojnych na Zachodzie, wywiadu Armii Krajowej, uczestnik kampanii wrześniowej, powstaniec warszawski, adiutant gen. Tadeusza Bora-Komorowskiego. Znajomość języków: niemiecki, rosyjski. Zwykły Znak Spadochronowy nr 0953, Bojowy Znak Spadochronowy nr 1459.

## Życiorys
Urodził się w rodzinie Czesława i Elżbiety ze Śliwickich (1885–1974). Był bratem Andrzeja Jacka (1907–1940, działacz Stronnictwa Narodowego) i Marii (1914–1992). Rodzina Jankowskich mieszkała na pierwszym piętrze oficyny kamienicy przy ul. Mokotowskiej 39 w Warszawie. Ukończył prywatne Gimnazjum Towarzystwa Ziemi Mazowieckiej przy ul. Klonowej 16. W 1929 roku podjął studia, najpierw na Uniwersytecie Warszawskim, a następnie na Wydziale Architektury Politechniki Warszawskiej. Tam po ukończeniu studiów (1938) rozpoczął pracę jako asystent, przerwaną wybuchem II wojny światowej. W momencie rozpoczęcia studiów wstąpił do Korporacji Akademickiej Sarmatia (w 1992 uczestniczył w procesie jej reaktywacji). Po ślubie w 1936 z Zofią Garlicką (1912–1942) zamieszkali przy ul. Topolowej 8 (obecnie al. Niepodległości 216). Żona była córką Zofii Garlickiej (1874-1942) oraz Stanisława Garlickiego (1875-1935, matematyk, chemik), który był wolnomularzem oraz działaczem Polskiej Partii Socjalistycznej.
Do Sarmatii wprowadził go brat Andrzej. Korporacja był organizacją o endeckim charakterze. Jankowski był „ojcem korporacyjnym” Jerzego Staniszkisa (brat Olgierda i Witolda). Na początku studiów był członkiem konspiracyjnej organizacji narodowej „Orzeł Biały”. Wszedł również w skład Związku Słuchaczów Architektury (ZSA, od końca lat 20. XX w. endecka, a następnie narodowo-radykalna) Politechniki Warszawskiej, zasiadając w zarządzie organizacji (1933/1934). 
Od 17 września 1934 do czerwca 1935 odbywał służbę wojskową w Szkole Podchorążych Rezerwy Artylerii we Włodzimierzu Wołyńskim. 
Pod koniec 1936 włączył się w działalność falangistowskiej Polskiej Organizacji Akcji Kulturalnej, by już w styczniu 1937 stanąć na czele sekcji plastycznej (funkcjonującej obok muzycznej i literackiej), co świadczyło o jego silnej pozycji w środowisku skupionym wokół Bolesława Piaseckiego. 
W czasie wojny obronnej 1939 w stopniu podporucznika przydzielony jako oficer zwiadowczy formowanej 1 baterii dywizjonu artylerii Ośrodka Zapasowego Artylerii Lekkiej Nr 3 w Wilnie. Po ataku ZSSR na Polskę przekroczył granicę i został internowany na Litwie. Wraz z grupą kolegów uciekł z obozu dla internowanych w Połądze i przedostał się przez Łotwę, Estonię do Szwecji, a stamtąd przez Danię, Holandię i Belgię 10 listopada 1939 dotarł do Francji. Tam wstąpił do Polskich Sił Zbrojnych. Od 3 grudnia w Ośrodku Szkolenia Artyleryjskiego w Bressuire, później praktyka na linii Maginota, następnie od 7 maja 1940 w Coëtquidan.
Po upadku Francji w czerwcu 1940 ewakuowany brytyjską korwetą, 21 czerwca 1940 dotarł do Plymouth (Wielka Brytania). Przydzielony jako oficer zwiadowczy 1 baterii 1 Dywizjonu Artylerii Lekkiej 1 Brygady Strzelców w St Andrews w Szkocji. 21 czerwca 1940 Niemcy aresztowali w Warszawie jego ojca i brata, których następnie rozstrzelali w Palmirach. W sierpniu 1941 aresztowali jego żonę i jej matkę. Żona została zamordowana w 1942 w obozie koncentracyjnym Auschwitz-Birkenau.

### Cichociemny
Zgłosił się do służby w kraju. Przeszkolony ze specjalnością w wywiadzie na kursach specjalnych dla kandydatów na cichociemnych, m.in. wywiadu (Oficerski Kurs Doskonalący Administracji Wojskowej, Glasgow), spadochronowym i in. Zaprzysiężony na rotę ZWZ/AK 11 grudnia 1941 w Londynie, awansowany na stopień porucznika ze starszeństwem od 3 marca 1942.
Skoczył ze spadochronem do Polski w nocy 3/4 marca 1942, w próbnym sezonie operacyjnym, w operacji lotniczej „Collar” na placówkę odbiorczą „Pole” w okolicach miejscowości Łosinno pod Wyszkowem. Razem z nim skoczyli: por. Jan Kochański ps. Jarema, kpt. Zygmunt Milewicz ps. Róg, kpt. Bohdan Piątkowski ps. Mak, por. Franciszek Pukacki ps. Gzyms, por. Jan Rogowski ps. Czarka. 
Po aklimatyzacji do realiów okupacyjnych przydzielony jako kierownik Wydziału Legalizacji i Techniki Oddziału II Komendy Głównej Armii Krajowej. Podstawowym zadaniem wydziału była „legalizacja”, tj. zaopatrywanie innych komórek wywiadu w fałszywe dokumenty,  „pakowanie” konspiracyjnej poczty KG AK wysyłanej do Londynu oraz wykonywanie stacjonarnych i przenośnych skrytek na materiały wywiadowcze. W latach 1943–1944 wszystkie pracownie Wydziału wytwarzały ok. 1000 sztuk dokumentów miesięcznie.

### Powstanie warszawskie
W Powstaniu Warszawskim od 2 sierpnia 1944 dowódca plutonu „Agaton” w batalionie „Pięść” Zgrupowania „Radosław”, który obsadził cmentarz ewangelicko-augsburski przy ul. Młynarskiej. Po kilku dniach jego oddział przeszedł przez ruiny getta na Stare Miasto. W nocy z 13 na 14 sierpnia wraz z patrolem przedarł się ze Starego Miasta na Żoliborz z rozkazami dla płk. Mieczysława Niedzielskiego „Żywiciela”, po czym następnej nocy do oddziałów grupy „Kampinos” w Puszczy Kampinoskiej. Wrócił na Żoliborz i wraz z żołnierzami m.in. z grupy „Kampinos” wziął udział w nocy z 21 na 22 sierpnia w nieudanym ataku na Dworzec Gdański. Od 8 września 1944 służył w oddziale osłonowym Komendy Głównej AK. W czasie powstania siedem razy przechodził kanałami. 22 września odznaczony Krzyżem Walecznych po raz drugi, awansowany na stopień kapitana ze starszeństwem od 15 lipca 1944. 
Po upadku powstania adiutant gen. Tadeusza Bora-Komorowskiego, od 5 października w niemieckiej niewoli m.in. w oflagach:  73 Langwasser, od 12 kwietnia 1945 w oflagu  oflagu IV C Colditz, od 20 kwietnia 1945 w oflagu Tittmonning, od 1 maja 1945 w oflagu Laufen, Stalag XVIII C (317) Altenmarkt im Pongau. 5 maja 1945 uwolniony na szosie tyrolskiej razem z gen. Komorowskim oraz innymi wyższymi oficerami AK przez żołnierzy amerykańskiej 103 Dywizji Piechoty.

### Po wojnie
Od 12 maja 1945 w Londynie, nadal jako adiutant gen. Tadeusza Bora-Komorowskiego, po czterech miesiącach zwolniony na własną prośbę.
Ukończył roczne studium urbanistyczne na Uniwersytecie w Liverpoolu, w lipcu 1946 uzyskał dyplom Civic Design. W kwietniu 1946 spotkał w Londynie kolegę Stanisława Dziewulskiego, który przyjechał razem z kilkoma urbanistami z Warszawy na konferencję w Hastings. Po spotkaniu zwrócił się listownie do Biura Odbudowy Stolicy (BOS) z pytaniem o możliwość zatrudnienia i otrzymał odpowiedź pozytywną.
Wrócił do Polski 8 września 1946, drogą morską przez Gdańsk. 15 września tego roku zgłosił się do pracy w BOS. Był zatrudniony w Pracowni Urbanistycznej Warszawy przekształconej później w Biuro Planowania Rozwoju Warszawy. W tym okresie był współautorem m.in. Trasy W-Z, MDM oraz kolejnych opracowań Planu Perspektywicznego Rozwoju Warszawy i Warszawskiego Zespołu Miejskiego. Przez 18 lat mieszkał z rodziną na osiedlu domków fińskich na osiedlu Jazdów.
W latach 1960–1961 przebywał w Iraku. Z zespołem polskich urbanistów opracował plany rozwoju miast: Mosul, Karbala i Basra. W latach 1964–1965 kierownik polskiego zespołu opracowującego plany odbudowy miasta Skopje w Jugosławii (obecnie stolica Macedonii Północnej), zniszczonego przez trzęsienie ziemi w 1963 roku, za co został odznaczony srebrnym medalem miasta Skopje.
W latach 1971–1972 w polskiej grupie urbanistów opracowującej plan odbudowy miasta Chimbote w Peru, także zniszczonego przez trzęsienie ziemi. W latach 1975–1977 ekspert Międzynarodowego Czerwonego Krzyża w Genewie do spraw budowy domków mieszkalnych dla ofiar bombardowań w Wietnamie Północnym.
Współautor projektu Traktu Pamięci Męczeństwa i Walki Żydów w Warszawie. Wystąpił w filmie dokumentalnym pt. Cichociemni z 1989. W roku 1995 otrzymał tytuł Honorowego Obywatela Warszawy. Otrzymał także tytuł członka honorowego Towarzystwa Urbanistów Polskich.
Zmarł 5 marca 2002 w Warszawie, pochowany na cmentarzu ewangelicko-augsburskim (kwatera Aleja D, nr 57).
Drugą żoną Stanisława Jankowskiego była Hanna z domu Woyzbun (1926–1995). Mieli troję dzieci: Michała, matematyka, informatyka i działacza opozycji demokratycznej w PRL, oraz Piotra (ur. 1949) i Hannę (ur. 1953).

## Ordery i odznaczenia
- Krzyż Komandorski z Gwiazdą Orderu Odrodzenia Polski (25 lipca 1994)[34]
- Order „Sztandar Pracy” II klasy (22 lipca 1952)[35]
- Krzyż Komandorski Orderu Odrodzenia Polski (1979)[36]
- Krzyż Kawalerski Orderu Odrodzenia Polski (22 lipca 1949)[37]
- Krzyż Srebrny Orderu Virtuti Militari (1944)[36]
- Krzyż Walecznych (dwukrotnie: 1944, 1946)[36]
- Medal Wojska (czterokrotnie, 15 sierpnia 1948)[36]
- Krzyż Armii Krajowej (1968)[36]
- Odznaka „Zasłużony Działacz Kultury” (1986)[36]
- Złota Odznaka honorowa „Za Zasługi dla Warszawy” (1970)[36]
- Złota Odznaka „Odbudowy Warszawy” (23 kwietnia 1950)[36]
- Złota Odznaka SARP (1977)[36]
- Srebrna Odznaka SARP (1972)[36]
- Złota Odznaka Honorowa Towarzystwa Urbanistów Polskich (1986)[36]
- Srebrna Odznaka Towarzystwa Urbanistów Polskich (1973)[36]
- Odznaka Zasłużony Pracownik Gospodarki Terenowej i Ochrony Środowiska (1974)[36]
- Złota Odznaka „Zasłużonemu w Rozwoju Województwa Katowickiego” (1975)[36]
- Złota Odznaka Honorowa Towarzystwa Przyjaciół Warszawy (1988)[36]
- Srebrny Medal miasta Skopje za projekt odbudowy miasta (1964)[36]

## Nagrody
- Państwowa Nagroda Artystyczna I stopnia w dziale architektury (zespołowa) za prace nad Trasą W-Z i Mariensztatem (29 lipca 1950)[38]

- Nagroda Państwowa I stopnia (zespołowa) za projekt i realizację pierwszego zespołu centrum Warszawy - M.D.M. (1952)[39]

- Nagroda zespołowa I stopnia Ministra Budownictwa za Plan perspektywiczny Warszawy i Warszawski Zespół Miejski (dwukrotnie: 1960, 1969)[36]

- Nagroda Miasta Stołecznego Warszawy za wybitne zasługi dla miasta (1975)[36]

## Upamiętnienie
- Od 2009 jest patronem skweru położonego pomiędzy ulicami: Browarną, Karową, Dobrą i Gęstą na warszawskim Powiślu.
- W 2020 na rogu ulic Browarnej i Karowej odsłonięto jego pomnik[40].

## Publikacje
- Adolf Ciborowski, Stanisław Jankowski, Warszawa odbudowana, Wydawnictwo „Polonia”, Warszawa 1962.
- Stanisław Jankowski, Z fałszywym ausweisem w prawdziwej Warszawie, Warszawa 1980.